# Roy Bhaskar
Ram Roy Bhaskar (1944–2014) fou un filòsof anglès més conegut com a iniciador del moviment filosòfic del realisme crític (CR). Va ser acadèmic mundial de l'Institut d'Educació del University College de Londres.

## Biografia
Bhaskar va néixer el 15 de maig de 1944 a Teddington, Londres, essent el primer dels dos fills. El seu pare indi i la seva mare anglesa eren teosofistes. Bhaskar va afirmar que la seva infantesa fou infeliç, ja que el seu pare tenia altes expectatives sobre ell.
El 1963 Bhaskar va assistir al Balliol College d'Oxford, amb una beca per estudiar filosofia, política i economia. Després de graduar-se amb honors de primera classe el 1966, va començar a treballar en una tesi doctoral sobre la rellevància de la teoria econòmica per als països en desenvolupament. El seu doctorat va canviar de rumb i es va completar al Nuffield College, d'Oxford, sobre la filosofia de la ciència social i després sobre la filosofia de la ciència. Rom Harré es va convertir en el seu supervisor i la seva tesi es va convertir en la base del text A Realist Theory of Science, el 1975.
Bhaskar va donar classes a la Universitat d'Edimburg des de 1975, després es va traslladar a la Universitat de Sussex. Va ocupar càrrecs de professor visitant a diverses universitats escandinaves, fou professor ajudant de filosofia al Centre d'Estudis de la Pau de la Universitat de Tromsø, de Noruega, i professor convidat en filosofia i ciències socials, a la Universitat Örebro, de Suècia. Des del 2007, Bhaskar va treballar a l'Institut d'Educació de Londres, on treballava en l'aplicació del realisme crític als Estudis de la Pau. Va ser membre fundador del Centre de Realisme Crític, de l'Associació Internacional per al Realisme Crític i del Centre Internacional de Realisme Crític (2011).
Bhaskar es va casar amb Hilary Wainwright el 1971. Va morir a Leeds amb la seva parella Rebecca Long al seu costat el 19 de novembre de 2014.

## Realisme crític
La reflexió de Bhaskar sobre les filosofies de la ciència i de la ciència social va suposar el desenvolupament del realisme crític, un enfocament filosòfic que defensa el potencial crític i emancipador de la investigació racional (científica i filosòfica) contra reptes positivistes, àmpliament definits i "postmoderns". El seu enfocament posa l'accent en la importància de distingir entre qüestions epistemològiques i ontològiques i la importància de l'objectivitat adequadament entesa per a un projecte crític. La seva concepció de la filosofia i de la ciència social està situada socialment, però no socialment determinada, i manté la possibilitat de crítica objectiva per a motivar el canvi social, amb la finalitat d'una promoció de la llibertat humana.
El terme "realisme crític" no va ser inicialment utilitzat per Bhaskar. La seva filosofia es va iniciar com el que Bhaskar va anomenar "realisme transcendental", a A Realist Theory of Science (1975), que va estendre a les ciències socials com a naturalisme crític a The Possibility of Naturalism (1978). El terme "realisme crític" és una elisió del realisme transcendental i del naturalisme crític, que posteriorment ha estat acceptat per Bhaskar després de ser proposat per altres autors, en part a causa de les seves adequades connotacions. El realisme crític comparteix algunes dimensions amb la teoria crítica de l'escola de Frankfurt.
El realisme crític no s'ha de confondre amb altres realismes, inclosa l'estètica de Georg Lukács, la d'Alister McGrath o la teologia científica (o el realisme crític teològic), tot i que comparteixen objectius comuns. En els textos realistes crítics contemporanis, el "realisme crític" se sol abreujar a RC. Un desenvolupament dialèctic posterior del realisme crític en el treball de Bhaskar en Dialectic: The Pulse of Freedom(1993) i Plató, etc (1994) que va donar lloc a una branca o segona fase separada del RC coneguda com a "realisme crític dialèctic" (RCD).
La primera fase del realisme crític va acumular un gran nombre d'adherits i defensors a la Gran Bretanya, molts dels quals van participar amb el grup de filosofia radical i els moviments relacionats, i va ser a la revista Radical Philosophy Journal que va aparèixer per primera vegada bona part de la recerca CR. Va promoure un enfocament objectivista i realista de la ciència basat en una anàlisi transcendental kantiana de l'activitat científica experimental. Destacant la necessitat de retenir tant el costat subjectiu, epistemològic o "transitiu" del coneixement i el costat objectiu, ontològic o "intransitiu". Bhaskar va desenvolupar una teoria de la ciència i de la ciència social que pensava que sostendria la realitat dels objectes de la ciència, i la seva coneixença, però també incorporaria els coneixements del moviment de la "sociologia del coneixement", que destacava el coneixement carregat de teoria, històricament contingent i situat socialment. El que va sorgir va ser un matrimoni del realisme ontològic amb el relativisme epistemològic, formant una teoria del coneixement objectivista, però faliblista. L'estratègia principal de Bhaskar era argumentar que la realitat té profunditat i que el coneixement pot penetrar més o menys profundament en la realitat sense arribar mai al “fons”. Bhaskar va dir que va reintroduir l'ontologia a la filosofia de la ciència en un moment en què aquesta era gairebé una heretgia, defensant una ontologia d'emergència estratificada i d'estructura diferenciada, que recolzava la realitat ontològica dels poders causals independentment dels seus efectes empírics. Aquest moviment va obrir la possibilitat d'un relat no reduccionista i no positivista d'explicació de causes en el domini social i humà.
Aquest projecte explicatiu va estar relacionat amb un projecte crític la idea principal del qual és la doctrina de la «crítica explicativa» que Bhaskar va desenvolupar plenament en Scientific Realism and Human Emancipation (1987). Això va desenvolupar la tradició crítica de la "ideologia crítica" en un marc de RC, argumentant que certs tipus de relats explicatius podrien conduir directament a avaluacions, i per tant, que la ciència podria funcionar normativament, no només descriptivament, tal com ha assumit el positivisme, des de la llei de Hume. Tal mesura, es preveia, proporcionaria el Sant Grial de la teoria crítica, un fonament normatiu objectiu.
La "segona fase" del realisme crític, el gir dialèctic iniciat a Dialectic: the Pulse of Freedom (1993) va guanyar alguns nous adeptes, però va atreure crítiques d'alguns realistes crítics. Va sostenir la "dialèctica" de la RC, mitjançant una lectura elaborada de Georg Wilhelm Friedrich Hegel i de Karl Marx. Argumentant contra Hegel i amb Marx que les connexions dialèctiques, les relacions i les contradiccions són elles mateixes ontològiques -objectivament reals-. Bhaskar va desenvolupar un concepte d'absència real que, segons es va afirmar, podria proporcionar un fonament més robust per a la realitat i l'objectivitat dels valors i de la crítica. Va intentar incorporar l'humà com a subjecte crític i racional a la figura dialèctica amb la seva “quarta dimensió” de la dialèctica, fonamentant així un model sistemàtic per a la pràctica transformadora emancipadora racional.
L'any 2000, Bhaskar va publicar From East to West: The Odyssey of a Soul, en la qual va expressar per primera vegada idees relacionades amb valors espirituals que es van veure com l'inici del seu anomenat gir ‘espiritual', que va portar a la fase final del RC anomenat "Realisme crític dialèctic transcendent". Aquesta publicació i les que la van seguir van ser molt controvertides i van provocar una fractura entre els defensors de Bhaskar. Si bé alguns realistes crítics respectats van donar suport amb prudència al "gir espiritual" de Bhaskar, altres van pensar que el desenvolupament havia compromès la condició del RC com a moviment filosòfic seriós.

## Crítiques
Si bé els seus primers llibres eren considerats "models de claredat i rigor", Bhaskar ha estat criticat per l'"estil veritablement horrorós" (Alex Callinicos, 1994) en què s'escriuen les seves obres "dialèctiques". Va guanyar el Bad Writing Contest el 1996, per un passatge pres de Plató, etc. (1994). El seu estil podria ser el resultat d'escriure ràpidament mitjançant una gravadora de veu.
Diverses crítiques s'han concentrat en els fonaments dels arguments de Bhaskar en diversos punts. Una de les objeccions al primer realisme crític de Bhaskar és que planteja la qüestió, assumint, més que demostrant, l'existència del domini intransitiu. Una altra objecció, plantejada per Callinicos i altres, és que els anomenats "arguments transcendentals" de Bhaskar no ho són realment. Certament no són arguments transcendentals típics, tal com els han definit filòsofs com Charles Taylor, la característica distintiva de la qual és la identificació d'alguna condició putativa sobre la possibilitat d'experimentar. (Tanmateix, els seus arguments funcionen de manera analògica ja que intenten argumentar que la pràctica científica seria inintel·ligible i/o inexplicable a falta de les característiques ontològiques que identifica.)
S'ha al·legat que la fase dialèctica de la seva filosofia demostra massa, ja que el realisme crític era ja dialèctic. Andrew Collier ha posat en dubte el concepte d'absència real de Bhaskar, entre d'altres aspectes, que assenyala que, de fet, no distingeix adequadament entre absències reals i nominals.
L'última fase "espiritual" de Bhaskar ha estat criticada per molts adeptes del realisme crític per haver-se apartat de les principals posicions que la feien important i interessant, sense proporcionar suport filosòfic a les seves noves idees.